# False (album)
False – drugi album holenderskiego zespołu deathmetalowego Gorefest. Został wydany w 1992.

## Lista utworów
Opracowano na podstawie materiału źródłowego.
| Nr | Tytuł utworu                 | Długość |
| -- | ---------------------------- | ------- |
| 1. | „The Glorious Dead”          | 4:36    |
| 2. | „State Of Mind”              | 5:37    |
| 3. | „Reality / When You Die”     | 6:33    |
| 4. | „Get-A-Life”                 | 4:27    |
| 5. | „False”                      | 4:37    |
| 6. | „Second Face”                | 5:18    |
| 7. | „Infamous Existence”         | 5:41    |
| 8. | „From Ignorance To Oblivion” | 5:00    |
| 9. | „The Mass Insanity”          | 4:18    |
|    |                              | 46:07   |

## Twórcy
Opracowano na podstawie materiału źródłowego.
| Zespół Gorefest w składzie - Jan Chris de Koeijer - wokal, gitara basowa - Frank Harthoorn - gitara - Boudewijn Bonebakker - gitara - Ed Warby - perkusja |  | Inni - Markus Staiger - producent wykonawczy - Repro Desaster, Mid - oprawa graficzna - Colin Richardson - inżynieria dźwięku, produkcja muzyczna, realizacja nagrań - Pete Coleman - inżynieria dźwięku, miksowanie - Hannah Bear, Ton Homans - zdjęcia |